# New Holland NH²

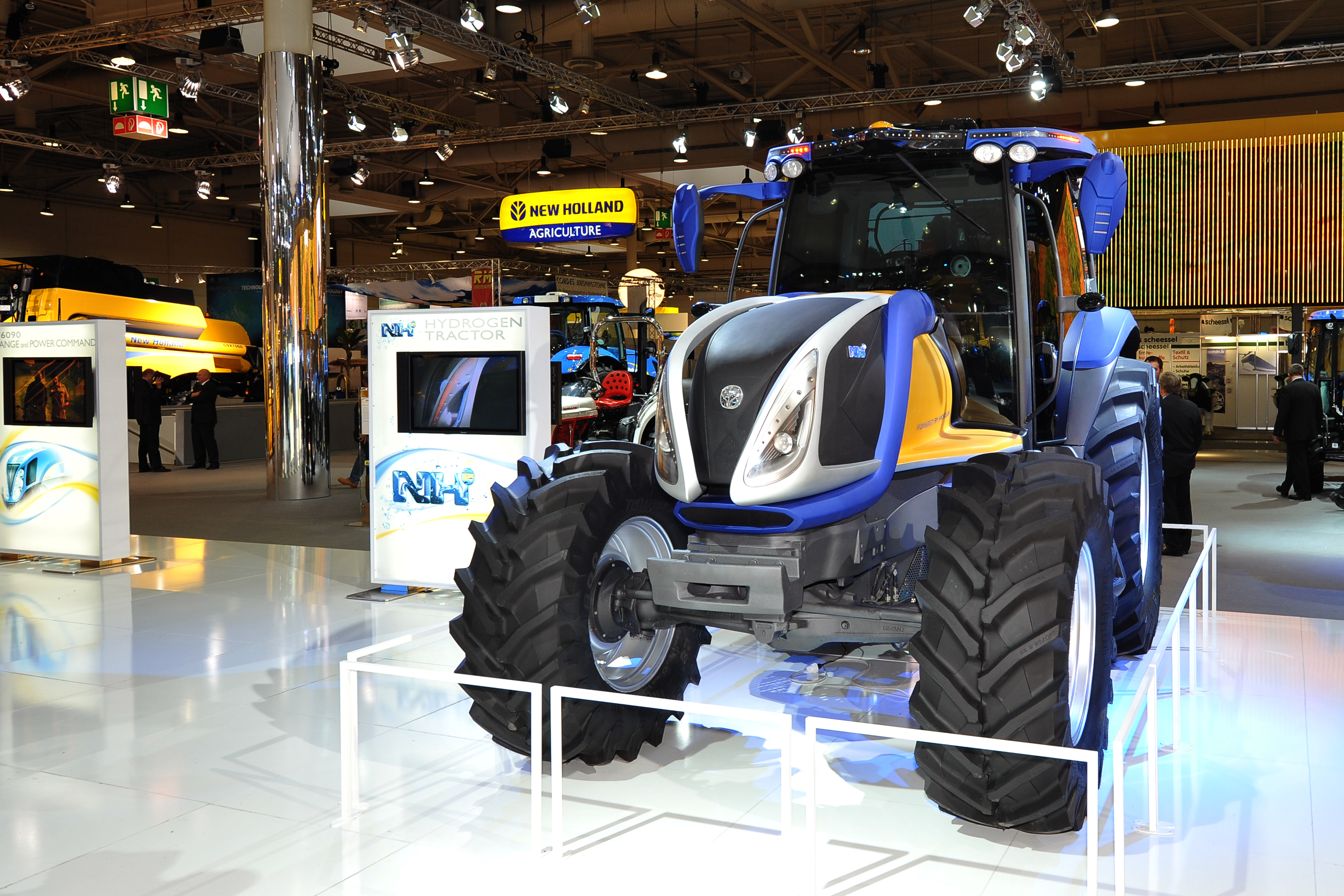
Il New Holland NH²

New Holland NH² è un prototipo di Trattore agricolo alimentato ad idrogeno, realizzato nel 2009 dalla casa italiana New Holland in collaborazione con il Gruppo Fiat (di cui New Holland fa parte).

## Obiettivi del progetto
Il trattore viene concepito e costruito dalla divisione  New Holland, insieme ad un concetto di ecosostenibilità delle automazioni agricole, l'intento della casa costruttrice è quello di portare ad una completa autosufficienza non solo per le proprie macchine operatrici agricole ma per le intere operazioni legate all'agricoltura e ai prodotti agroalimentari. L'autosufficienza delle aziende agricole non avverrà solamente grazie all'acqua e quindi all'idrogeno ma anche grazie alle fonti energetiche rinnovabili, tramite pannelli solari, generatori eolici o a biomassa.

## Il prototipo NH²
Il trattore viene presentato in veste di prototipo al Sima (Salone internazionale delle macchine agricole) di Parigi del 2009, premiato in quell'occasione con un importante riconoscimento, il Sima innovation award: la medaglia d'oro per l'innovazione tecnologica. NH² viene costruito sulla base di un trattore già esistente, il "New Holland T6000", viene alimentato da due motori elettrici, uno per la trazione, l'altro per le operazioni di servizio ed ausiliarie, che sono unicamente alimentati dall'elettricità prodotta all'interno delle celle a combustibile, tecnicamente avviene che l'idrogeno (sotto forma di molecole costituite da due atomi con ciascuno un elettrone) all'interno delle pile a combustibile in corrispondenza dell'anodo viene privato dei suoi elettroni, generando corrente elettrica che alimenta i motori elettrici, gli atomi di idrogeno ormai senza elettroni, diventano un flusso di protoni che in corrispondenza del catodo incontrando le molecole di ossigeno presente nell'aria reagiscono chimicamente generando vapore acqueo; ha una potenza specifica di 75 kW (106 cv) e può essere dotato di un supplemento elettrico esterno.
Adotta una trasmissione a variazione continua, priva di rapporti (oltre la retromarcia). Il prototipo non rilascia nell'ambiente nessun tipo di sostanze inquinanti, solamente vapore acqueo. Esteticamente il trattore si presenta con un disegno moderno, in una veste blu e giallo che riprende la livrea della casa produttrice. Il blu è anche scelto per ricordare l'acqua, fonte dalla quale si ricava il combustibile per questo prodotto, e scarto stesso del processo di combustione. I riferimenti all'acqua, all'idrogeno e alla natura sono molteplici e ben evidenti sia nel corpo della vettura, sia nelle varie presentazioni ufficiali e pubblicitarie. I gruppi ottici anteriori con un disegno a triangolo molto slanciato, contengono al loro interno il fascio luminoso delle frecce di direzione che seguono su tutto il profilo superiore del faro che a sua volta è inglobato in una mascherina grigia che risulta staccata dal corpo vettura e raccordata alla base e nella superficie superiore del cofano motore. La tecnologia di illuminazione è a led per le luci di posizione, e alogene per la normale illuminazione la parte esterna e inferiore del faro presenta una sottile linea blu luminosa (puramente estetica). Il tettuccio è illuminato da una fascia di luci arancioni che ne seguono tutto il perimetro e sovrastano i fari abbaglianti. Pur mantenendo la base del modello "T6000" il prototipo risulta completamente riprogettato e ridisegnato, gli interni mantengono una linea molto minimalista anche se è fortemente contrastata dal volante in acciaio cromato a tre razze.